# Myornis
Myornis is een geslacht van zangvogels uit de familie tapaculo's (Rhinocryptidae).

## Soorten
Het geslacht kent de volgende soort:
- Myornis senilis – Grijze tapaculo